# Mucilagem

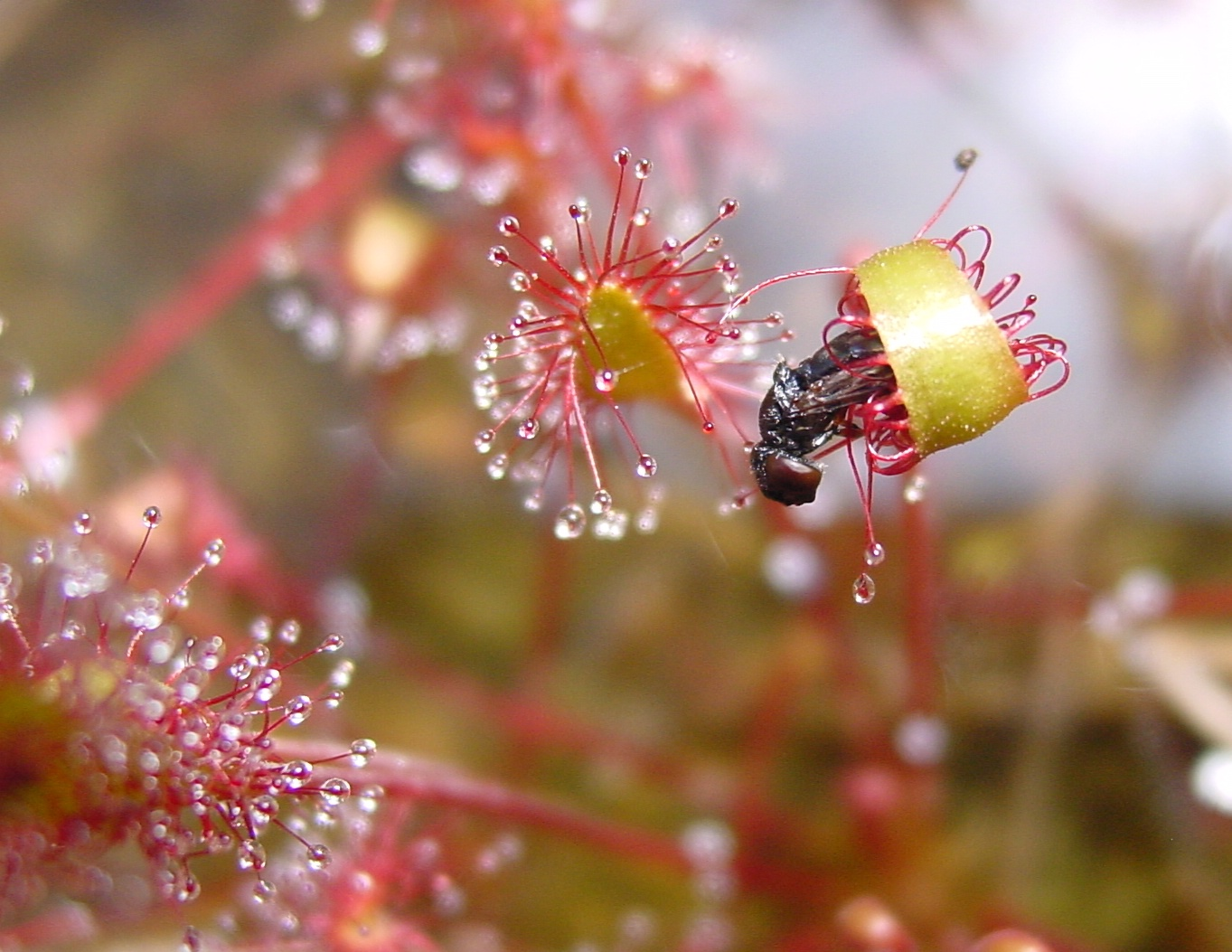
Uma Drosera com uma folha dobrada à volta de uma mosca presa com mucilagem.

A mucilagem, no sentido botânico é uma secreção rica em polissacarídeos. Retém a água aumentando de volume. Encontra-se, em alta concentração, em raízes aquáticas para sua proteção, envolvendo algumas sementes etc.
No sentido farmacológico, é uma substância viscosa resultante da solução de determinadas matérias em água.
Grande grupo de polissacarídeos complexos, frequentemente presentes nas paredes celulares das plantas aquáticas e nos tegumentos de algumas outras espécies.
Mucilagem é rígida quando seca e pegajosa quando húmida. 
Tem possivelmente uma função protectora e de âncora nas plantas.